# Chelidonichthys queketti
Chelidonichthys queketti és una espècie de peix pertanyent a la família dels tríglids.

## Descripció
- Fa 35 cm de llargària màxima.[2]

## Depredadors
A Sud-àfrica és depredat pel lluç de Sud-àfrica (Merluccius capensis), Chelidonichthys capensis i la cornuda (Sphyrna zygaena).

## Hàbitat
És un peix marí, demersal i de clima subtropical (20°S-35°S) que viu fins als 150 m de fondària.

## Distribució geogràfica
Es troba a l'Índic occidental: des del sud de Moçambic fins a Table Bay (Sud-àfrica).

## Longevitat
La seua esperança de vida és de 7 anys.

## Observacions
És inofensiu per als humans.